# Alice's Egg Plant
Alice's Egg Plant é um curta-metragem de animação estadunidense de 1925, lançado como parte da série Alice Comedies.